# Claes Niethoff
Claes Niethoff (tidigare Nieth), död 1682, var en svensk adelsman och militär.

## Biografi
Niethoff var son till borgaren Henrik Nieth och Ramborg Mikelsdotter i Stockholm. Han började i krigstjänst 1634 och blev 1644 löjtnant vid östgöta kavalleriregemente. Han adlades 28 april 1649 till Niethoff och introducerades 1650 som nummer 463. Niethoff blev 1654 ryttmästare vid Östgöta kavalleriregemente och 26 mars 1669 major vid nämnda regemente. Den 30 augusti 1673 blev han överstelöjtnant vid Adelsfanan och kallades 1680 överste. Niethoff begravdes 6 januari 1682 i Linköpings församling.
Niethoff ägde gården Byringe och fick 17 maj 1662 Sätuna i Kaga socken.

### Familj
Niethoff var gift med Carin Garwe. Hon var dotter till översten Hans Garfwe och Kerstin Assersdotter. De fick tillsammans baren Maria Niethoff, Anna Christina Niethoff (död 1711) som var gift med generaladjutanten Magnus Rosensvärd, N. N. Schmidt och fänriken Johan Peter Grubbenhielm, överstelöjtnanten Hans Henrik Niethoff (död 1692), kornetten Claes Niethoff vid Södra skånska kavalleriregementet och Margareta Niethoff som var gift med ryttmästaren Magnus Gripensköld.